# روجر فيني
روجر فيني (2 أغسطس 1960 - )  (بالإنجليزية: Roger Finney)‏ هو لاعب كريكت بريطاني.

## وصلات خارجية
- روجر فيني على موقع إي آس بي آن كريك إنفو (الإنجليزية)